# Demetrius Laco
Demetrius Laco eller Demetrius av Lakonien var en filosof, anhängare av epikurismen. Levde omkring det sena 100-talet f.Kr.. Han var under en tid elev till Protarchus.  Relativt lite finns kvar av hans verk. Det tros finnas filosofiverk av honom kvar, från vad som hittades vid utgrävningarna i Villa dei Papyri i Herculaneum. Han ledde Epikuros trädgård efter Zeno av Sidon, och före Diogenes av Tarsus.